# Сунцова Олеся Олександрівна
Олеся Олександрівна Сунцова (нар. 30 січня 1978[неавторитетне джерело]) — український науковець, фахівець у галузі регулювання економіки та інформаційних технологій у фінансах; доктор економічних наук, професор, академік Академії економічних наук України. Лауреат премії Кабінету Міністрів України за внесок молоді у розбудову держави (2004)..

## Біографія
Вищу освіту здобула в Українському фінансово-економічному інституті (м. Ірпінь).
У 2003 році в Інституті аграрної економіки УААН захистила кандидатську дисертацію з теми «Доходи місцевих бюджетів в сучасних умовах». У 2011 році в Українській академії банківської справи Національного банку України захистила докторську дисертацію з теми «Методологічні засади макроекономічного регулювання розвитку національного господарства».
Працювала на кафедрі фінансів і банківської справи Національної академії управління. Тут обіймала посаду декана економічного факультету.
У 2010—2020 рр. — професор, завідувач кафедри економіки Національного авіаційного університету.
З 2020 — професор кафедри аудиту, державного фінансового контролю та аналізу Державного податкового університету.

### Наукова діяльність
Автор більш ніж 180 наукових публікацій з проблематики макроекономічного регулювання розвитку національного господарства, бюджетної та податкової політики, місцевих фінансів, ресурсного забезпечення інвестиційної діяльності, тощо.
Вибрані праці
- Діджиталізація та глобалізація в оподаткуванні в розрізі сучасної практики запровадження блокчейн-технологій Фінансово-кредитні системи: перспективи розвитку № 3, 2021. — С. 27-35
- Місцеві фінанси: навч. посіб. / О. О. Сунцова. — К.: Центр учбової літератури, 2005. — 560 c. (Рекомендовано МОНУ як навчальний посібник для студентів ВНЗ; видання друге — 2009 р., видання третє — 2016)
- Фінансові аспекти соціально економічного розвитку держави та її регіонів: монографія / О. О. Сунцова. — К.: Міністерство освіти і науки України, УкрІНТЕІ, 2009. — 300 с.
- Особливості організації формування доходної бази місцевих бюджетів / О. О. Сунцова // Аспекти самоврядування. — 2002. — № 1. — С. 38-40
- Бюджетна реформа: особливості та перспективи формування місцевих бюджетів / Сунцова О. О. // Актуальні проблеми економіки. — 2002. — No6. — С. 24-30
- Suntsova, A. To the aspects of avia-business in Ukraine in global aviamarket / A. Suntsova // Harvard Business Review. — 2017. — Vol. 1124. — P. 345—387
- Сунцова О. О. Діджиталізація та глобалізація в оподаткуванні в розрізі сучасної практики запровадження блокчейн-технологій Фінансово-кредитні системи: перспективи розвитку № 3, 2021. — С. 27-35
- Сунцова О. О. Фінансові технології як складова цифрової економіки: тенденції в реаліях пандемії COVID-19. Економічний вісник. Серія: фінанси, облік, оподаткування Випуск 7. 2021. С.161-175 .